# Kineski juan
Kineski juan (kin. 元) (ISO 4217: CNY) je osnovna brojčana jedinica raznih povijesnih i sadašnjih kineskih valuta. Izvan sinosfere juan se danas najčešće odnosi na osnovnu brojčanu jedinicu valute Narodne republike Kine renminbi (kin.: 人民币 [rénmínbì] = "narodna valuta"). Ima dvije podjedinice: jiao - 角 (1/10 juana) i fen - 分 (1/100 juana). Označava se i simbolom ¥. Kao sredstvo plaćanja koristi se i u Hong Kongu i Makau.
Prva serija novčanica renminbija izdana je u prosincu 1948. godine. Tiskane su samo novčanice, a zamijenile su razne valute koje su cirkulirale u područjima pod kontrolom komunista. U prvoj seriji izdano je čak 62 različita dizajna novčanica, a sve su povučene 1955. godine nakon što je izdana druga serija kineskog juana (renminbija). Do sada je izdavano 5 serija juana, a posljednja peta je prestavljena 1999. godine. Narodna banka Kine izdaje kovanice i novčanice u sljedećim apoenima:
- kovanice: 0.01, 0.02, 0.05, 0.1, 0.5 i 1 juan
- novčanice: 0.1, 0.2, 0.5, 1, 2, 5, 10, 20, 50 i 100 juana

26. ožujka 2018. Kina je službeno otvorila vlastitu međunarodnu burzu nafte na kojoj će se trgovati u juanima. Projekt je najavila 1993. godine. Time je zaživio projekt petrojuana. Brazil, Rusija, Indija, Kina i JAR su vezane na ovu valutu, čime je nanesen veliki udarac petrodolaru, monopolu koji je američki dolar uživao u međunarodnoj trgovini i nastavljen je postupni proces dedolarizacije.
Osim za renminbi naziv juan u kineskom se jeziku koristi kao osnovni naziv za razne ostale valute poput hongkonškog dolara (kin. 港元 "honkongški juan"), južnokorejskog wona (kin. 韩元 "korejski juan"), japanskog jena (kin. 日元 "japanski juan"), američkog dolara (kin. 美元  "američki juan") ili eura (kin. 欧元  "europski juan").

## Vanjske poveznice
- Narodna banka Kine